# Oslov
Oslov là một làng thuộc huyện Písek, vùng Jihočeský, Cộng hòa Séc.